# Txatxersk
Txatxersk (belarús Чачэрск, rus Чечерск) és la ciutat administrativa del districte de Txatxersk a la Província de Hómiel, en Belarús. Té una població d'8.222 habitants l'any 2016 i una altura de 146 metres sobre el nivell de la mar.